# Septoria scrophulariae
Septoria scrophulariae är en svampart som beskrevs av Peck 1876. Septoria scrophulariae ingår i släktet Septoria och familjen Mycosphaerellaceae.   Inga underarter finns listade i Catalogue of Life.